# Frans-Equatoriaal-Afrikaanse frank
De Frans-Equatoriaal-Afrikaanse frank was de munteenheid van Frans-Equatoriaal-Afrika. De Franse frank circuleerde, samen met verschillende bankbiljetten uit 1917 en munten uit 1942. In 1945 werd hij vervangen door de CFA-frank.

## Munten
In 1942 werden koperen munten van 50 centime en 1 frank geïntroduceerd, gevolgd door bronzen munten in dezelfde coupures in 1943.

## Bankbiljetten
In 1917 gaf de algemene regering van Frans Equatoriaal Afrika nooduitgiftes van bankbiljetten van 1 en 2 frank. In 1925 werd een voorlopige uitgifte van bankbiljetten van 25 frank geproduceerd door bankbiljetten uit Frans West-Afrika te overdrukken. Er werden geen verdere bankbiljetten geproduceerd tot 1940, toen het Algemeen Bestuur een nooduitgifte maakte van bankbiljetten van 1000 en 5000 frank. Deze werden in 1941 gevolgd door de Vrije Fransen uitgiften van 5, 10, 20, 25, 100 en 1000 frank. De Caisse Centrale de la France d'Outre-Mer nam in 1944 de papiergeldproductie over en gaf bankbiljetten uit van 5, 10, 20, 100 en 1000 frank. Deze bleven na 1945 in omloop als CFA-frank.